# Gold von morgen
Gold von morgen ist das zweite Studioalbum von der deutschen Sängerin Alexa Feser. Es wurde am 26. September 2014 vom Label Warner Music Group veröffentlicht. 

## Singles
Als erste Single wurde am 12. September 2014 der Song Wir sind hier veröffentlicht. Die Single konnte sich aber nicht in den Charts platzieren. Die zweite Single Glück wurde am 20. Februar 2015 veröffentlicht. Mit dieser nahm Feser beim Vorentscheid des Eurovision Song Contests in Deutschland teil. In Deutschland konnte sich die Single auf Rang 65 platzieren und verblieb zwei Wochen in den Charts. Die dritte und letzte Single des Albums Mehr als ein Lied wurde Ende 2015 veröffentlicht.

## Kritik
Artur Schulz von laut.de bewertet das Album als gut. Er meint, dass die Lieder von Feser auf diesem Album eingängig sind, jedoch zu poetisch für das Radio wären. Ebenfalls lobt er die Stimme Fesers.

## Titelliste
| Nr.          | Titel                 | Autor(en)                     | Länge |
| ------------ | --------------------- | ----------------------------- | ----- |
| 1.           | Mehr als ein Lied     | Alexa Feser, Steve van Velvet | 3:41  |
| 2.           | Glück                 | Feser, van Velvet             | 3:59  |
| 3.           | Wir sind hier         | Feser, van Velvet             | 3:57  |
| 4.           | Dezemberkind          | Feser, van Velvet             | 3:53  |
| 5.           | Peter Pan             | Feser, van Velvet             | 3:49  |
| 6.           | Vom Suchen und Finden | Feser, van Velvet             | 3:34  |
| 7.           | Stadt ohne Skyline    | Feser, van Velvet             | 3:32  |
| 8.           | Ich bleibe            | Feser, van Velvet             | 3:37  |
| 9.           | Weiß                  | Feser, van Velvet             | 3:43  |
| 10.          | Held                  | Feser, van Velvet             | 3:59  |
| 11.          | Das Gold von morgen   | Feser, van Velvet             | 3:44  |
| Gesamtlänge: | Gesamtlänge:          | Gesamtlänge:                  | 41:28 |

## Chartplatzierungen
| ChartsChartplatzierungen | Höchstplatzierung | Wochen |
| ------------------------ | ----------------- | ------ |
| Deutschland (GfK)        | 16 (19 Wo.)       | 19     |